# Ilona Richter
Ilona Richter (alemany: Ilona Dörfel)  (Neukirchen/Erzgeb., 11 de març de 1953) és una ex-remadora alemanya que va competir sota bandera de la República Democràtica Alemanya durant la dècada de 1970.
El 1976 va prendre part en els Jocs Olímpics de Mont-real, on guanyà la medalla d'or en la competició del vuit amb timoner del programa de rem. Quatre anys més tard, als jocs de Moscou, revalidà la medalla d'or en la mateixa prova del programa de rem. En el seu palmarès també destaquen quatre medalles al Campionat del món de rem, tres d'or en el vuit amb timoner, i una de plata en el quatre amb timoner; i una de plata en el vuit amb timoner al Campionat d'Europa de rem.